# Andrzej Grabowski (pictor)
Andrzej Bronisław Grabowski (n. 19 noiembrie 1833, Zwierzyniec - d. 2 septembrie 1886, Liov) a fost un pictor de origine poloneză. A studiat la Școala de Arte Frumoase din Cracovia, între anii 1849–1855. A călătorit mult în Europa.
1. 1 2  Andrzej Grabowski, Internetowy Polski Słownik Biograficzny
2. ↑  The Fine Art Archive, accesat în 1 aprilie 2021
3. ↑  RKDartists, accesat în 23 august 2017
4. ↑  „Andrzej Grabowski”, Gemeinsame Normdatei, accesat în 31 decembrie 2014
5. ↑  Czech National Authority Database, accesat în 7 noiembrie 2022